# Orson Welles (cratera)
A cratera Orson Welles é uma cratera no quadrângulo de Coprates em Marte, localizada a 0.2º S e 45.9º W.  Esta cratera possui 124.5 km em diâmetro e recebeu este nome em referência a Orson Welles, um ator e diretor americano de filmes e rádio (1915-1985). Ele é famoso, entre outras coisas, por sua transmissão de rádio da Guerra dos Mundos, trama na qual marcianos invadem a Terra.